# اینیاکی گاستون
اینیاکی گاستون (اسپانیایی: Iñaki Gastón‎؛ زادهٔ ۲۵ مهٔ ۱۹۶۳) دوچرخه‌سوار اهل اسپانیا است. وی در مسابقات تور دو فرانس و جیرو دیتالیا شرکت کرده است.